# 말레이시아 의회

말레이시아 의회(말레이어: Parlimen Malaysia)는 웨스트민스터 체제를 기반으로 하는 말레이시아의 입법부이다. 양원제 의회는 대의원 (말레이시아)과 원로원 (말레이시아)으로 구성된다. 국가 원수인 양 디페르투안 아공(국왕)은 의회의 세 번째 구성원이다.
국회는 수도 쿠알라룸푸르에 위치한 말레이시아 국회의사당에서 소집된다.
"국회의원(MP)"이라는 용어는 일반적으로 하원인 대의원 (말레이시아)의 의원을 의미한다. "상원의원"이라는 용어는 일반적으로 의회의 상원인 원로원 (말레이시아) 의원을 지칭한다.